# Immo Karaman
Immo Karaman (* 1972 in Gelsenkirchen) ist ein deutscher Theaterregisseur.

## Leben
Im Ruhrgebiet als Sohn deutsch-türkischer Eltern geboren und aufgewachsen, studierte Immo Karaman Musikwissenschaften in Bochum, Köln und Berlin. Nach freien Assistenzen im Film- und Fernsehbereich und am Theater arbeitete er mehrere Jahre als fester Regieassistent am Musiktheater im Revier Gelsenkirchen unter anderem mit Peter Konwitschny und Dietrich Hilsdorf zusammen. 
Für sein Regie-Debüt mit Béla Bartóks Oper Herzog Blaubarts Burg am Musiktheater im Revier erhielt er 2001 den Gelsenkirchener Theaterpreis. Seither ist er freischaffend als Regisseur an großen Bühnen in Deutschland und der Schweiz tätig. 
Seine Inszenierung von The Turn of the Screw von Benjamin Britten an der Oper Leipzig fand überregional große Beachtung. Am Staatstheater Nürnberg inszenierte er 2009 die Oper Prova d'orchestra von Giorgio Battistelli.
Karaman wurde 2008 von der Fachzeitschrift Opernwelt als bester Regisseur des Jahres nominiert.
Vom Bundesland Nordrhein-Westfalen wurde ihm 2006 der Förderpreis des Landes Nordrhein-Westfalen verliehen. 2010 wurde er mit seiner Inszenierung von Doctor Atomic im Saarländischen Staatstheater für den Deutschen Theaterpreis Der Faust nominiert. 2023 wurde er für seine Inszenierung Morgen und Abend an der Oper Graz für den Österreichischen Musiktheaterpreis 2023 nominiert.

## Inszenierungen (Auswahl)
- Deutsche Oper am Rhein: Prokofjew: Der feurige Engel
- Deutsche Oper am Rhein: Alexander von Zemlinsky: Der Zwerg
- Deutsche Oper am Rhein: Britten: The Turn of the Screw
- Deutsche Oper am Rhein: Britten: Billy Budd
- Deutsche Oper am Rhein: Britten: Peter Grimes
- Finnische Nationaloper Helsinki: Janáček: Das schlaue Füchslein
- Finnische Nationaloper Helsinki: Adams: Doctor Atomic
- Staatstheater am Gärtnerplatz: Prokofjew: Die Liebe zu den drei Orangen
- Staatstheater am Gärtnerplatz: Britten: Death in Venice
- Oper Leipzig: Britten: The Turn of the Screw
- Oper Leipzig: Arnold Schönberg: Von heute auf morgen
- Oper Leipzig: Puccini: La rondine
- Staatsoper Unter den Linden: Monteverdi: Il ritorno d’Ulisse in patria; Haydn: Philemon und Baucis
- Saarländisches Staatstheater Saarbrücken: EA Deschewow: Eis und Stahl; EA John Adams: Doctor Atomic; Tschaikowski: Eugen Onegin
- Staatstheater Wiesbaden: Verdi: Luisa Miller
- Stadttheater Bern: EA Battistelli: Prova d’orchestra
- Oper Dortmund: Verdi: La traviata
- Staatstheater Kassel: Strauss: Ariadne auf Naxos
- Oper Bonn: Verdi: Un ballo in maschera
- Musiktheater im Revier: Bartók: Herzog Blaubarts Burg; Berlioz: Béatrice et Bénédict; Verdi: Rigoletto; Offenbach: Die Banditen; Mozart: Le nozze di Figaro; Bizet: Carmen
- Theater Osnabrück: UA Alex Nowitz/Hammerthaler: Die Bestmannoper
- Oper Wuppertal: Herzog Blaubarts Burg
- Staatstheater Nürnberg: Battistelli: Prova d’orchestra
- Staatstheater Nürnberg: Verdi: Nabucco
- Theater Kiel: Samson et Dalila